# Вичентино, Никола
Нико́ла Виченти́но (итал. Nicola Vicentino; 1511, Виченца — 1575 или 1576, Милан или Рим) — итальянский теоретик музыки, композитор, конструктор музыкальных инструментов. В творчестве и учении, которые носили выраженно экспериментальный характер, стремился возродить древнегреческую хроматику и энармонику. Для исполнения музыки «в трёх родах» сконструировал оригинальные клавишные инструменты архиклавесин (archicembalo, «аркичембало») и архиорган (arciorgano, «арчиоргано»), в основу настройки которых была положена одна из разновидностей среднетоновой темперации. Экспериментальные клавишные инструменты Вичентино не сохранились.

## Биография
Учился музыке у А. Вилларта. Состоял на службе у кардинала Ипполито II д’Эсте в Ферраре (тогдашнем центре музыкального экспериментаторства) и Риме, обучал музыке семью герцога Эрколе II. В Риме в 1551 году участвовал в публичных (в присутствии важных кардиналов) дебатах с певчим Папской капеллы в Риме, португальским теоретиком музыки Висенте Лузитано. Лузитано утверждал, что для объяснения современной музыки достаточно диатоники. Вичентино отстаивал наличие в ней (наряду с диатоникой) также хроматики и энармоники. Темперированную диатоническую музыку с добавлением хроматизмов (оригинальный и труднопереводимый термин Вичентино — «musica partecipata e mista») он считал повседневной итальянской практикой. Суд решил спор в пользу Лузитано (в качестве приза проигравший заплатил ему 2 золотых дуката). В 1563-65 годах был капельмейстером кафедрального собора Виченцы. В 1570 году был органистом в церкви Св. Фомы в Милане. О последних годах жизни Вичентино ничего неизвестно. Предполагается, что он умер во время чумы в Милане в 1575 или 1576 году.

## Музыкально-теоретическое учение

Мадригал Вичентино в его экспериментальной нотации (из трактата «Древняя музыка, приведенная к современной практике»). Напоминающие staccato точки над нотами указывают на микротоновое повышение высоты звука. Знаков на (симметрично) микротоновое понижение высоты Вичентино не предусматривал.

Вичентино — автор единственного трактата «Древняя музыка, приведенная к современной практике» (L’antica mvsica ridotta alla moderna prattica; Рим, 1555). Труд состоит из крошечной (8 страниц) теоретической части и большой (292 страницы) практической части, поделённой на 5 книг. Практическая часть обильно снабжена нотными примерами и схемами.
Главное его содержание составляет учение о родах мелоса, видах консонансов (итал. spetie, лат. species) и ладовых звукорядах. Вичентино ратовал за возрождение изысканности древнегреческой монодии, которую он приписал некогда присущим ей особым родам мелоса — хроматике и особенно энармонике. Использование их у греков, по его мнению, было ограничено высшими слоями общества:
[Многие господа и люди благородного происхождения, особенно в славном городе Ферраре, где я сейчас нахожусь] действительно понимают, что (как доказывают древние писатели) хроматическая и энармоническая музыка заслуженно была зарезервирована (riserbata) для иного использования, нежели музыка диатоническая. Последняя, пригодная для обыденного слуха, исполнялась на публичных празднествах в общественных местах. Первая же, пригодная для изысканного (purgato, букв. «очищенного») слуха,— применялась во время частных развлечений господ и князей, для воздания похвалы выдающимся особам и героям.
Освоение тонкостей энармонической musica reservata (как, впрочем, и хроматической) Вичентино интерпретировал как приобщение к числу избранных знатоков музыкального искусства:
Всякий ученик, который освоит в вокальной музыке такие [энармонические] непропорциональные ступени и интервалы, будет совершенным музыкантом и совершенным певцом; тем, что он умеет сопровождать такие композиции [на инструменте] и гармонизовать их, используя всякого рода непропорциональные и несоизмеримые звуки, а также петь их голосом, он покажет миру свою избранность и своим искусством сделает то, чего [ординарный] разум сделать не смог.
При том, что трактат пестрит ссылками на древний узус музыки, греческим языком Вичентино не владел и черпал свои познания исключительно из латинских трактатов, главным образом, Боэция. Профанирование древнегреческой науки у Вичентино — главное, за что его порицали коллеги по цеху.
Для нотации энармонических модификаций ступеней звукоряда использовал особые знаки — точки, которые выглядят наподобие классических знаков staccato (см. иллюстрацию).

## Музыкальные сочинения
Сохранившиеся композиции Вичентино:
- Первая книга мадригалов для 5 голосов (Венеция, 1546)
- Пятая книга мадригалов для 5 голосов (Милан, 1572)
- Фрагменты мотетов для 5 и 6 голосов (в том числе «Hierusalem», хроматический рефрен несохранившихся ламентаций).

Первая книга мадригалов написана в традиционной технике. Пятая книга мадригалов изобилует хроматизмами. Образцы новаторских сочинений, иллюстрирующие энармонику Вичентино, дошли до нас только в нотных примерах к его теоретическому труду. Существовали и другие (опубликованные при жизни Вичентино) мадригалы, которые ныне утеряны. Эрколе Боттригари в своём трактате «Il Melone secondo» (Ferrara, 1602) приводит точные заголовки энармонических мадригалов Вичентино из его Первой и Второй книг мадригалов для 4 голосов.

## Рецепция
Инструмент архиклавесин (как и архиорган), детали настройки которого известны нам только по путаным описаниям в его трактате, за редкими исключениями не был принят современными Вичентино композиторами и исполнителями, оставшись, пожалуй, самым диковинным и ярким в истории примером попытки внедрить древнегреческие роды мелоса (включая энармонику) в многоголосную музыку.
Положительную оценку «энармоническим» дерзостям Вичентино дал (в трактате «Discorso intorno all’uso dell’enharmonio» ок. 1591) Винченцо Галилей. Вместе с тем, он описывал (там же) неудачи, связанные с презентацией экспериментальных пьес Вичентино в Венеции и Риме, а также подчёркивал, что исполнение микроинтервалов в этих пьесах певцами невозможно без поддержки (энармонического) инструмента.
Оценивая вклад Вичентино, выдающийся историк музыки Чарлз Бёрни писал:
Вичентино был музыкантом-практиком и, сдается мне, знал своё дело. В своем трактате он разъяснил сложности в музыке своего времени с такой мерой ясности, которая могла бы стать полезной для ученика и прославить его самого, кабы он не разбился об энармонические скалы и не утонул в зыбучих песках хроматики.

## Издания музыкальных сочинений
- Opera omnia / Ed. H.W. Kaufmann. Roma, 1963 (Corpus mensurabilis musicae, t.26)

## Издания и переводы трактата
- Факсимильное издание трактата (1956; с послесловием Э.Ловинского).
- Текст трактата Вичентино (с возможностью поиска) на веб-портале «Thesaurus Musicarum Italicarum» (функционирует нестабильно).
- Nicola Vicentino. Four enharmonic madrigals for four voices, edited by Alexander Silbiger. s.l.: Diapason Press, 1990 (Corpus Microtonale, 33) (транскрипции 4 нотных примеров из трактата).
- Nicola Vicentino. Ancient Music Adapted to Modern Practice. Translated by Maria Rika Maniates. New Haven: Yale University Press, 1996 (Music Theory Translation Series) (перевод на английский язык; в предисловии подробный биографический очерк и краткое аналитическое введение к трактату).